# Naegleria fowleri
Naegleria fowleri — вид амебоїдних екскават родини Vahlkampfiidae.

## Спосіб життя
Протист живе у теплих прісних водоймах. Активний при температурі води 25-30 °C. Коли умови проживання стають несприятливими, Naegleria fowleri інцистується, тобто перетворюється в округлу цисту розміром 10-20 мкм, покриту міцною оболонкою. При такій формі захисту мікроорганізм може існувати досить тривалий час, а при поверненні сприятливих умов знову повернутися до активного існування.

## Патогенність
Детальніші відомості з цієї теми ви можете знайти в статті Первинний амебний менінгоенцефаліт.
Вид є небезпечним факультативним паразитом людини. При контакті людини із зараженою водою, паразит може проникнути через ніс та нюховий нерв у головний мозок. У мозку паразит локалізується у тканинах кори навколо кровоносних судин спричинюючи запальний процес. Його бурхливе розмноження призводить до виникнення крововиливів і некрозу у сірій та білій речовині мозку, що зумовлює первинний амебний менінгоенцефаліт (також відомий як неглеріаз). У більшості випадків захворювання призводить до смерті інфікованої людини (летальність до 95 %). Більшість випадків неглеріазу було зареєстровано в Північній Америці, значно менше — в Європі, в тому числі, й в Україні; в ареал проживання Naegleria fowleri входять також райони з тропічним і субтропічним кліматом — Індія, Нова Зеландія, Пакистан, Тайвань. До 2008 року з моменту відкриття виду зареєстровано близько 300 випадків зараження людини Naegleria fowleri.